# 弗里敦 (麻薩諸塞州)
弗里敦（英語：Freetown）是一個位於美國麻薩諸塞州布里斯托縣的鎮。

## 人口
根據2020年美國人口普查的數據，弗里敦的面積為99.20平方千米，當中陸地面積為94.80平方千米，而水域面積為4.40平方千米。當地共有人口9206人，而人口密度為每平方千米93人。